# Сицкий, Юрий Фёдорович Меньшой
Князь Юрий Фёдорович Сицкий по прозванию Меньшой — московский дворянин, завоеводчик и голова во времена правления Ивана IV Васильевича Грозного.
Из княжеского рода Сицкие. Младший сын князя Фёдора Петровича Сицкого по прозванию Кривой.
Имел братьев князей: Александра, Семёна, Андрея, Юрия Большого, Фёдора и Ивана Фёдоровичей.

## Биография
В 1544 году пятнадцатый голова в Государевом полку в Казанском походе, командовал сто семнадцатью детьми боярскими. В 1549 году показан московским дворянином и двадцать седьмым завоеводчиком в шведском походе. В 1551 году пятнадцатый голова в Государевом полку в походе к Полоцку, руководил семь десятью семью служилыми людьми, из которых девять детей боярских.
Умер до 1543 года.
Женат на Марии (в иночестве Марфа, ум. 1565). Имели единственного сына, боярина и князя Данилу Юрьевича Сицкого.